# Drymonia esmera
Drymonia esmera är en fjärilsart som beskrevs av De Freina 1981. Drymonia esmera ingår i släktet Drymonia och familjen tandspinnare. Inga underarter finns listade i Catalogue of Life.